# Gigantopora polymorpha
Gigantopora polymorpha är en mossdjursart som först beskrevs av Busk 1884.  Gigantopora polymorpha ingår i släktet Gigantopora och familjen Gigantoporidae. Inga underarter finns listade i Catalogue of Life.